# Poraniomorpha abyssicola
Poraniomorpha abyssicola is een zeester uit de familie Poraniidae.
De wetenschappelijke naam van de soort werd in 1895 gepubliceerd door Addison Emery Verrill.